# Saint-Denis – Porte de Paris (Métro Paris)
Saint-Denis – Porte de Paris ist eine Tunnelstation der Pariser Métro. Sie befindet sich unterhalb der Rue Danielle Casanova im Pariser Vorort Saint-Denis und wird von der Métrolinie 13 bedient. In unmittelbarer Nähe befindet sich das Stade de France.
Die Station wurde am 20. Juni 1976 in Betrieb genommen, als der Abschnitt des Nordost-Zweiges der Linie 13 von der Station Carrefour Pleyel bis zur Station Basilique de Saint-Denis eröffnet wurde.